# Xanthaciura mallochi
Xanthaciura mallochi är en tvåvingeart som beskrevs av Aczel 1950. Xanthaciura mallochi ingår i släktet Xanthaciura och familjen borrflugor. Inga underarter finns listade i Catalogue of Life.